# خنگ و خنگ‌تر: وقتی هری لوید را دید
خنگ و خنگ‌تر: وقتی هری لوید را دید (به انگلیسی: Dumb and Dumberer: When Harry Met Lloyd) یک فیلم کمدی زوج‌هنری آمریکایی محصول سال ۲۰۰۳ به کارگردانی تونی میلر بر اساس فیلمنامه‌ای از میلر و رابرت برنر است. این دومین قسمت از مجموعه فیلم‌های خنگ و خنگ‌تر و پیش‌درآمد فیلم خنگ و خنگ‌تر (۱۹۹۴) است. این فیلم که شخصیت‌های فیلم اصلی را در دوران دبیرستان به تصویر می‌کشد، درک اندرو (هری) و اریک کریستین اولسن (لوید) در نقش‌های اصلی بازی می‌کنند. در نهایت فیلم یک موفقیت متوسط در گیشه بود، اما با استقبال منفی منتقدان روبرو شد.

## خلاصه داستان
در سال ۱۹۸۶، هری دان بالاخره شانس رفتن به مدرسه عادی را پیدا کرد. در همان زمان، لوید کریسمس چندین بار به فرزندی پذیرفته شد و رد و بدل شد تا اینکه سرانجام توسط سرایدار مدرسه، ری، پذیرفته شد. هری در راه مدرسه با لوید برخورد می‌کند، در جستجوی گنجی که مادرش از او خواست تا آن را پیدا کند، و گویی این سرنوشت بود، آن دو بلافاصله بهترین دوستان برای هم شدند.

## مشروح داستان
در سال ۱۹۸۶، هری دان بالاخره این فرصت را پیدا می‌کند که به یک دبیرستان عادی برود. در همان زمان، لوید کریسمس چند بار به فرزندخواندگی گرفته می‌شود و دست‌به‌دست می‌گردد، تا این‌که در نهایت سرایدار مدرسه، ری، او را به سرپرستی می‌پذیرد. در مسیر مدرسه، هری به لوید برخورد می‌کند و انگار که سرنوشت دخیل باشد، بلافاصله با هم صمیمی می‌شوند. لوید هری را به «دوستش» ترک معرفی می‌کند، قلدر مدرسه که از اذیت‌کردن لوید لذت می‌برد. ترک، لوید را در سطل زباله می‌اندازد و هر دو را با طناب به میلهٔ پرچم می‌کشد.
در همین حال، مدیر فاسد مدرسه، کالینز، در پی راهی برای به‌دست آوردن مبلغی برای خرید یک آپارتمان در وایکیکی برای خودش و دوست‌دخترش، خانم هلر (خانم غذاخوری مدرسه) است. با دیدن هری و لوید در بالای میله پرچم، کالینز تصمیم می‌گیرد یک کلاس جعلی برای دانش‌آموزان نیازهای ویژه راه بیندازد تا از یک فارغ‌التحصیل قدیمی به نام ریچارد موفیت، ۱۰۰ هزار دلار کلاهبرداری کند. هری و لوید از مشارکت در این پروژه خوشحال می‌شوند، بی‌آن‌که از نیت واقعی باخبر باشند، و شروع به ثبت‌نام کسانی می‌کنند که از نظر آن‌ها «ویژه» هستند.
اعضای کلاس شامل این افراد می‌شود: ترکِ بی‌میل، توبی که در حادثه‌ای هنگام اسکیت‌سواری دست و پایش شکسته و لوید او را یک «پسر فلج کوچولو» می‌بیند، دوست‌دختر جذاب توبی یعنی تری، دانش‌آموز خجالتی و باهوشی به نام لوییس که چون نیمه‌برهنه در لباس اسب مدرسه دیده می‌شود، هری و لوید فکر می‌کنند سانتور (نیمه‌اسب نیمه‌انسان) است، سیندی (لقبش «چینگ‌چانگ») که دانش‌آموز مبادله‌ای چینی است و بعداً دوست‌دختر ترک می‌شود، و کارل، بازیکن فوتبال شدیداً آسیب‌دیده که هنوز عاشق فوتبال است. خانم هلر معلم کلاس ساختگی می‌شود و کلاس را در کارگاه ابزارآلات ری برگزار می‌کند.
جسیکا ماتیوز، خبرنگار جدی روزنامهٔ مدرسه، به کمک ناگهانی مدیر کالینز مشکوک می‌شود. او هری را به شام دعوت می‌کند تا اطلاعات بگیرد. هری که گمان می‌کند او به او علاقه دارد، برای راهنمایی در عشق‌ورزی به لوید مراجعه می‌کند. حادثه‌ای در دستشویی و یک شکلات آب‌شده که مثل مدفوع به‌نظر می‌رسد، پدر جسیکا یعنی والتر را می‌ترساند و باعث می‌شود توجه جسیکا به سمت لوید جلب شود. خیلی زود، هری و لوید بر سر جسیکا با هم دعوا می‌کنند و دوستی‌شان به‌هم می‌خورد. اما طولی نمی‌کشد که متوجه می‌شوند بدون هم هیچ هستند و آشتی می‌کنند.
آن دو جعبه‌ای از دفتر مدیر کالینز می‌ربایند که حاوی اسناد تمام کلاهبرداری‌های کالینز و هلر است و می‌تواند آن‌ها را برای سال‌ها به زندان بیندازد. روز بعد، مدیر کالینز متوجه ناپدید شدن جعبه می‌شود و خانم هلر به دروغ، جسیکا را مقصر معرفی می‌کند. کالینز برای بازداشتن جسیکا، به‌طور ناشناس با والدین او تماس می‌گیرد و وانمود می‌کند که او باید شب را برای بازجویی در خانهٔ او بماند.
در همین حین، کلاس نیازهای ویژه یک ماکت شناور جرج واشینگتن برای رژهٔ روز شکرگزاری می‌سازد. اما بعد از آن‌که هری و لوید مدارک را بررسی می‌کنند، تصمیم می‌گیرند ماکت را به شکل مدیر کالینز بازطراحی کنند. اعضای کلاس، وقتی مدارک را می‌بینند، با این تغییر موافقت می‌کنند و ماکت را به اتوبوس مخصوص کلاس می‌سپارند تا بکِشد.
پیش از آغاز رژه، آن‌ها به پلیس زنگ می‌زنند. در رژه، رئیس منطقهٔ آموزش و پرورش یک مأمور پلیس را به‌جای ریچارد موفیت جا می‌زند تا کالینز پول را دریافت کند. ماکت ساخته‌شدهٔ کلاس با پخش صدای اعترافات از بلندگوها، نشان می‌دهد که کالینز و هلر دزد هستند. پیش از آن‌که آن دو با پول فرار کنند، پلیس سرمی‌رسد و بازداشت‌شان می‌کند.
جسیکا از هری و لوید قدردانی می‌کند و آن‌ها را قهرمان می‌داند، اما مثل فیلم خنگ و خنگ‌تر، تلاش آن دو برای جلب توجه او بی‌نتیجه می‌ماند، چون او دوست‌پسر دارد. دوست‌پسرش از آن‌ها بابت افشای نقشه تشکر می‌کند و همراه جسیکا دور می‌شود.
هری و لوید با هم عهد می‌بندند که هیچ‌وقت دوباره سرِ یک زن با هم دعوا نکنند. اما در مسیر بازگشت، با فریدا فلچر و خواهر دوقلویش ریتا در یک فراری ۳۰۸ جی‌تی‌اس قرمز روبه‌رو می‌شوند که آن‌ها را برای بازدید از یک کالج دخترانه جدید دعوت می‌کنند. هری و لوید دربارهٔ این‌که کدام دختر مال کی باشد جر و بحث می‌کنند، تا این‌که لوید برای پایان بحث، دعوت را رد می‌کند. فریدا و ریتا با عصبانیت دور می‌شوند و گل‌ولای به‌صورت هری می‌پاشد.
در پایان، والتر به‌طور تصادفی با مرسدس بنز دبلیو۱۲۶ خودش به هری برخورد می‌کند و شیشهٔ جلو و کاپوت ماشین با گل‌ولای پوشیده می‌شود. والتر که هری را می‌شناسد و گمان می‌کند ماشینش با مدفوع آلوده شده، دچار وحشت می‌شود، در حالی‌که هری و لوید آرام و بی‌خیال دور می‌شوند.

## تولید
بیشتر فیلم در آتلانتا فیلمبرداری شده است. بسیاری از صحنه‌های مدرسه در دبیرستان والتون در ماریتا و در مدرسه بین‌المللی آتلانتا در شهرستان فولتون فیلمبرداری شده‌اند. برادران فارلی که در نویسندگی و کارگردانی فیلم اصلی خنگ و خنگ‌تر مشارکت داشتند، هیچ دخالتی در این فیلم نداشتند، و همچنین جیم کری یا جف دنیلز، که نقش لوید و هری را در فیلم اصلی بازی کردند، دخالتی نداشتند. اگرچه پیتر فارلی هرگز پیش‌درآمدی را ندیده است، اما به گفته خودش هیچ بدخواهی در مورد فیلم ندارد و برای سازندگان فیلم آرزوی موفقیت کرد.
پس از موفقیت ساوت پارک، تری پارکر و مت استون در ابتدا قرار بود فیلمنامه این فیلم را بنویسند، اما به دلیل اختلافات برنامه‌ریزی، در سال ۲۰۰۰ از پروژه منصرف شدند و دستمزد خود را به نیو لاین سینما برگرداندند.